# Катакомбна церква
Катакомбна церква — термін, що виник за доби СРСР і яким стали позначати різні церковні течії (зокрема, Істинно-православна церква, істинно православні християни, іоанніти, климентовці, мурашковці), об'єднані неприйняттям більшовизму (див. Більшовики), а також поступок більшовицькій владі з боку керівництва РПЦ (див. Московський патріархат). Катакомбна церква почала формуватися одразу після того, як патріарх Тихон 1923 року встановив молитовне поминання радянської влади під час богослужіння. Остаточно вона склалася 1927 року після проголошення Декларації митрополита Сергія (див. також Сергій).
Катакомбна церква в Україні підлягала єпископам Павлу (Кратирову), Йоасафу (Попову), Григорію (Селецькому) та Варсонофію (Юрченку), а через них — митрополитові Ленінградському Йосифу (Петрових). У суворо конспіративній обстановці 1928 року проведено мандрівний («кочующий») Помісний собор, в якому взяли участь понад 70 архієреїв. Організатором собору і його головою був єпископ Марк (Новосьолов). Собор ухвалив 29 канонів. У 1930-х роках катакомбна церква зазнала переслідувань. 1937 року відбувся Усть-Кутський собор Істинно православної церкви (нині місто Усть-Кут Іркутської області, РФ); у ньому взяли участь два митрополити, чотири єпископи, два священики й шість мирян. Собор ухвалив п'ять канонів. 1948 року відбувся Ташкентський собор катакомбної церкви (місто Чирчик Ташкентської області, Узбекистан), в якому взяли участь вісім єпископів, п'ять представників єпископів і два священики. Собор ухвалив 11 канонів. 1961 року відбувся Собор катакомбної церкви у Свято-Микільському скиті в Башкирії. На ньому були присутні 12 єпископів і 6 представників єпископів. Час від часу відбувалися малі собори. Після 1970 року діяльність катакомбної церкви дещо активізувалась, однак уже з середини 1980-х років почала згасати. 1995 року діяльність церкви відновилася.
Історію катакомбної церкви до цього часу детально не реконструйовано. Дослідження істотно ускладнюються тим, що спецоргани тривалий час навмисно поширювали неправдиві чутки про катакомбну церкву, а відповідні архіви в РФ закриті.